# My Oh My
«My Oh My» es una canción de la cantante cubanomexicana Camila Cabello y el rapero estadounidense DaBaby. Fue lanzada a la radio estadounidense el 6 de enero de 2020, a través de Epic Records, como sexto sencillo de la reedición digital de su segundo álbum de estudio Romance (2019).

## Antecedentes y composición
La canción fue previamente anunciada en un artículo del periódico The Sun, donde se describió como «una canción traviesa, que suena como una secuela del éxito global de «Havana». Tres días antes de que la canción fuera lanzada junto con Romance, Cabello publicó en Twitter un fragmento de la canción. La pista fue escrita por Cabello, Jonathan Lyndale Kirk, Louis Bell, Adam Feeney y Savan Kotecha, mientras que la producción fue llevada a cabo por Frank Dukes y Louis Bell. Es una canción que mezcla sonidos pop, pop-rap y R&B.
A finales del 2019, la canción fue acusada de un plagio por la agrupación de reggae Pochi Marambio y Tierra Sur con la canción «Llaman a la puerta».

## Presentaciones en vivo
Cabello interpretó «My Oh My» por primera vez en el programa de televisión The Tonight Show Starring Jimmy Fallon el 12 de diciembre de 2019. El 5 de marzo la presentó en Global Awards. En iHeart Living Room Concert for America Cabello presentó la pista el domingo 29 de marzo de 2020.

## Créditos y personal
Créditos adaptados de Tidal.
- Camila Cabello – Composición, voz
- DaBaby - voces destacadas, composición
- Frank Dukes - producción , composición
- Anthony Clemons Jr. - composición
- Louis Bell - producción miscelánea , composición, grabación
- Savan Kotecha - composición
- Chris Galland - mezcla
- Manny Marroquin - mezcla
- Brian Taylor - masterización

## Posicionamiento en listas
| Listas (2019-2020)                        | Mejor posición |
| ----------------------------------------- | -------------- |
| Alemania (Media Control Charts)           | 53             |
| Australia (ARIA)                          | 19             |
| Austria (Ö3 Austria Top 40)               | 38             |
| Bélgica (Ultratop 50) Flanders            | 33             |
| Bélgica (Ultratop) Wallonia               | 6              |
| Canadá (Canadian Hot 100)                 | 18             |
| Escocia (Official Charts Company)         | 36             |
| Eslovaquia (Singles Digitál Top 100)      | 27             |
| Estados Unidos (Billboard Hot 100)        | 12             |
| Estados Unidos (Adult Top 40)             | 28             |
| Estados Unidos (Mainstream Top 40)        | 11             |
| Estados Unidos (Rhythmic )                | 18             |
| Estados Unidos (Rolling Stone Top 100)    | 26             |
| Finlandia (Suomen virallinen lista)       | 17             |
| Francia (SNEP)                            | 187            |
| Grecia (International Digital Singles)    | 13             |
| Hungría (Single Top 40)                   | 33             |
| Hungría (Stream Top 40)                   | 6              |
| Irlanda (IRMA)                            | 6              |
| Lituania (AGATA)                          | 29             |
| Malasia (RIM)                             | 19             |
| Noruega (VG-lista)                        | 23             |
| Nueva Zelanda (RMNZ)                      | 15             |
| Países Bajos (Dutch Top 40)               | 17             |
| Países Bajos (Single Top 100)             | 15             |
| Portugal (AFP)                            | 51             |
| Reino Unido (UK Singles Chart)            | 13             |
| República Checa (Singles Digitál Top 100) | 22             |
| Singapur (RIAS)                           | 14             |
| Suecia (Sverigetopplistan)                | 46             |
| Suiza (Schweizer Hitparade)               | 27             |

## Certificaciones
| País (organismo certificador) | Certificación | Unidades certificadas |
| ----------------------------- | ------------- | --------------------- |
| Australia (ARIA)              | Platino       | 70 000                |
| Austria (IFPI Austria)        | Oro           | 15 000                |
| Brasil (Pro-Música Brasil)    | Diamante      | 160 000               |
| Canadá (Music Canada)         | 3x Platino    | 240 000               |
| Dinamarca (IFPI Dinamarca)    | Oro           | 45 000                |
| Estados Unidos (RIAA)         | 2x Platino    | 2 000 000             |
| Francia (SNEP)                | Oro           | 100 000               |
| México (AMPROFON)             | Oro           | 30 000                |
| Noruega (IFPI Noruega)        | Oro           | 30 000                |
| Nueva Zelanda (RMNZ)          | Oro           | 15 000                |
| Polonia (ZPAV)                | Oro           | 25 000                |
| Portugal (AFP)                | Oro           | 5 000                 |
| Suiza (IFPI Suiza)            | Oro           | 10 000                |
| Reino Unido (BPI)             | Platino       | 600 000               |

## Historial de lanzamiento
| País           | Fecha                  | Formato                      | Discográfica              | Ref    |
| -------------- | ---------------------- | ---------------------------- | ------------------------- | ------ |
| Varios         | 6 de diciembre de 2019 | Descarga digital y Streaming | Epic Records y Syco Music | [ 62 ] |
| Estados Unidos | 6 de enero de 2020     | Hot/Modern/AC radio          | Epic Records              | [ 5 ]  |